# Burmagomphus sivalikensis
Burmagomphus sivalikensis är en trollsländeart som beskrevs av Harry Hyde Laidlaw, Jr. 1922. Burmagomphus sivalikensis ingår i släktet Burmagomphus och familjen flodtrollsländor. IUCN kategoriserar arten globalt som livskraftig. Inga underarter finns listade i Catalogue of Life.